# The Typewriter
The Typewriter est une œuvre pour machine à écrire et orchestre composée par Leroy Anderson en 1950 et créée par le Boston Pops Orchestra.
Son titre, signifiant machine à écrire en français, fait référence au fait que l'instrument principal est une machine à écrire qui est utilisée sur scène : frappe des touches, cloche de la machine à écrire et retour chariot fournissent une composante majeure de la pièce, même si Anderson a démontré qu'une calebasse pouvait remplacer le retour chariot. La machine à écrire est modifiée de sorte que seulement deux touches fonctionnent ; bien que de nombreux auditeurs aient soupçonné que des sténographes étaient embauchés pour « jouer » de la machine à écrire, Anderson a déclaré que seuls les batteurs professionnels ont le poignet suffisamment flexible.
Cette pièce a été décrite comme « l'un des morceaux les plus spirituels et les plus intelligents du répertoire orchestral. »
La pièce est apparue dans le film de Jerry Lewis Un chef de rayon explosif (1963). Le programme satyrique de Radio 4 The News Quiz (en) a adopté la mélodie comme thème de l'émission.